# Cum ex apostolatus officio
Cum ex apostolatus officio è una bolla pontificia di papa Paolo IV (al secolo Giovanni Pietro Carafa) pubblicata il 15 febbraio 1559, con la quale il Pontefice emanò nuove disposizioni per combattere l'eresia.
Il Papa, in forza del dovere «d'avere cura generale del gregge del Signore» e di «vigilare assiduamente per la custodia della fede [...] e che siano respinti dall'ovile di Cristo coloro i quali [...] insorgono contro la disciplina della vera ortodossia»,
- rinnovò tutte le misure già prese in precedenza contro gli eretici e gli scismatici con l'obbligo che fossero osservate in perpetuo;
- in base alla bolla pontificia Cum ex apostolatus officio sostiene che un eretico non è suscettibile di ricevere autorità nemmeno se eletto Papa: Paolo IV intendeva aggiungere al diritto canonico la clausola che nessun eretico manifesto può legittimamente sedere sulla cattedra di San Pietro: "Se mai, in qualunque epoca, avvenga che... il Romano Pontefice abbia deviato dalla Fede Cattolica o sia caduto in qualche eresia prima di assumere il papato, tale assunzione, anche compiuta coll'unanime consenso di tutti i Cardinali, è nulla, invalida e senza effetto; né può dirsi divenire valida, o esser tenuta per legittima in qualsivoglia modo, o esser ritenuta dare a costoro alcun potere di amministrare delle materie sia spirituali che temporali; ma qualsiasi cosa sia detta, fatta o stabilita da costoro è priva di ogni forza e non conferisce assolutamente alcuna autorità o diritto a chicchessia; e costoro per il fatto stesso (eo ipso) e senza che sia richiesta alcuna dichiarazione siano privati di ogni dignità, posto, onore, titolo, autorità, ufficio, e potere";[1]
- dispose la perdita di ogni carica ecclesiastica e di ogni altro potere per tutti i depositari di autorità - «vescovi, arcivescovi, patriarchi, primati, cardinali, legati, conti, baroni, marchesi, duchi, re ed imperatori» - che fossero incorsi in errori di fede o nello scisma
- dispose la scomunica per tutti coloro che accogliessero, difendessero e favorissero un eretico o uno scismatico, con la perdita delle loro cariche, delle loro rendite e dei loro benefici;
- invalidò l'elezione e la consacrazione dei vescovi o arcivescovi incorsi nell'eresia o nello scisma prima della loro consacrazione, così da poter dichiarare nulla anche «l'elezione pontificia di chiunque avesse precedentemente deviato seppur minimamente dall'ortodossia e persino a privare dei diritti in conclave i cardinali soltanto sospettati di simpatie eterodosse».[2]